# William Edmondstoune Aytoun
William Edmondstoune Aytoun (født 21. juni 1813 i Edinburgh, død 4. august 1865 i Blackhills i Højlandene, var en skotsk digter.
Først studerede han jura og nedsatte sig som sagfører i sin fødeby (1840). Men han droges mere og mere til litterær virksomhed og blev medarbejder ved Blackwood's Magazine. 1849 udgav han det værk, hvortil hans digtning er knyttet, en samling ballader, Lays of the Scottish Cavaliers, der forherliger de skotske Stuarttilhængere, og som er udkommet i mange oplag.
I Firmilian, a Spasmodic Tragedy 1854) parodierede han emner og stil hos en lille gruppe forfattere (Bailey, Dobell og Alexander Smith). Sammen med Theodore Martin udgav han 1855 Bon Gaultier Ballads, humoristiske og satiriske digte, som de to forfattere havde skrevet i Punch.
Det følgende år offentliggjorde han det fortællende digt Bothwell. Af hans prosaarbejder kan nævnes en historisk skildring, The Life and Times of Richard I (1840) og nogle fortællinger (Norman Sinclar, The Glenmutchkin Railway, How I became a Yeoman). 1858 fremstillede han en med kritisk sigte og med anmærkninger forsynet udgave af skotske folkesange, Ballads of Scotland.
Sammen med Theodore Martin har han desuden oversat en del af Goethes digte, Poems and Ballads of Goethe. 1845 blev han professor i retorik og engelsk litteratur ved Edinburghs Universitet og beklædte dette embede til sin død. Han indtog desuden en hæderspost som sherif for Orkney- og Shetlandsøerne.